# Variable-Turbinengeometrie-Lader

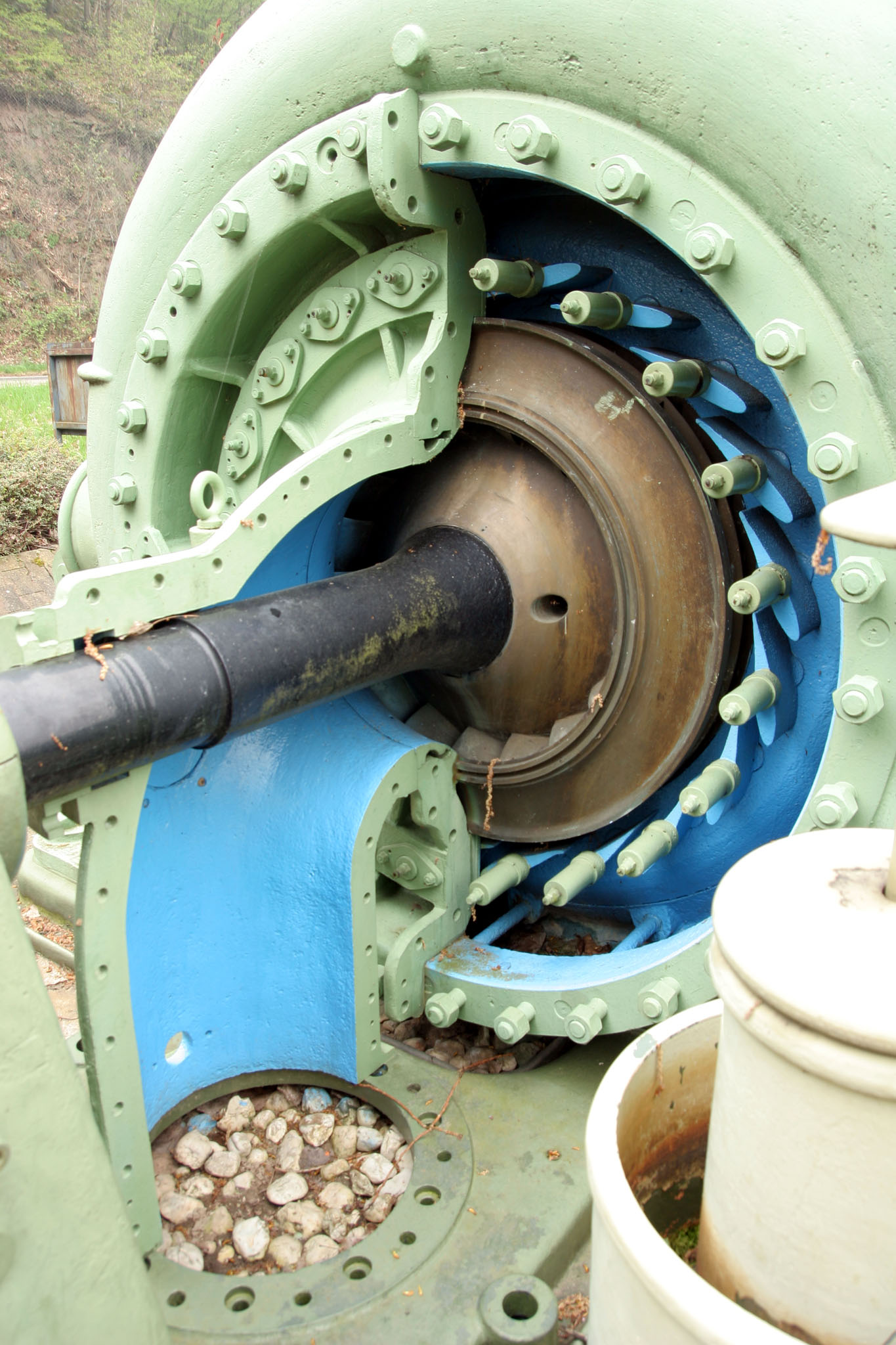
Schnittbild durch eine Francisturbine mit verstellbaren Leitschaufeln, der das Verfahren Variable-Turbinengeometrie-Lader entlehnt wurde.

Ein Variable-Turbinengeometrie-Lader (VTG-Lader), in Englisch Variable Nozzle Turbocharger (VNT), ist ein Abgasturbolader, der sich von herkömmlichen Turboladern durch verstellbare Leitschaufeln am Turbineneingang und das Fehlen eines Wastegates unterscheidet. Er hat wie herkömmliche Lader ein Turbinen- und ein Verdichterrad, die auf einer Welle miteinander verbunden sind.

## Funktionsweise
Die verstellbaren Leitschaufeln sind mit ihren Wellen auf einem Trägerring befestigt. Auf der Rückseite des Trägerrings haben die Wellen der Leitschaufeln einen Führungszapfen, der in einen Verstellring greift. Die Leitschaufeln werden gleichzeitig über den Ring verdreht. Dieser wird entweder von einem Stellmotor oder durch eine Unterdruckdose bewegt. Diese Mechanik ermöglicht es, die Leitschaufeln stufenlos zwischen einer flachen und einer steilen Leitschaufelstellung zu verstellen.
Durch die Verstellung der Leitschaufeln kann zum einen der effektive Turbinenquerschnitt verändert werden. Stehen die Leitschaufeln in der flachen Stellung, verengt sich der Eintrittsquerschnitt, es stellt sich ein Düseneffekt ein und die Anströmgeschwindigkeit auf die Turbinenradschaufeln steigt. Dies lässt die Leistung und Drehzahl der Turbine steigen, der Ladedruck steigt folglich. Verstellt man die Leitschaufeln steiler, erhöht sich der Eintrittsquerschnitt und der Düseneffekt nimmt ab. Die Leistung und Drehzahl sinken, wodurch eine Überschreitung des maximal zulässigen Ladedruckes vermieden werden kann. Gleichzeitig verbessert sich das Aufstauverhalten der Turbine durch den größeren Eintrittsquerschnitt. Daraufhin verringert sich der Abgasgegendruck und es kann eine höhere Abgasmenge abgeführt werden.
Zum anderen kann durch die Veränderung der Leitschaufelstellung der Anströmwinkel der Turbinenradschaufeln beeinflusst werden. Da der ideale Anströmwinkel proportional zum Turbinenwirkungsgrad ist, kann dieser über die Leitschaufelstellung beeinflusst werden, da der ideale Anströmwinkel von Abgasgeschwindigkeit und Turbinenraddrehzahl abhängig ist.
Bei einem Ausfall der Leitschaufelverstellung, sollte sichergestellt werden, dass die Leitschaufel in die steilste Position drehen. Nur so kann ein zu hoher Ladedruck oder das Überdrehen des Turboladers vermieden werden.
Vorteile:
- Vermeidung des Turbolochs bzw. ein besseres Ansprechverhalten des Turboladers bei niedriger Motorlast oder Motordrehzahl durch eine flache Leitschaufeleinstellung.
- Niedrigerer Abgasgegendruck als Wastegate Turbolader und damit höhere Motoreffizienz.

Nachteile:
- Teurer und störanfälliger als Wastegate-Turbolader, da der Verstellmechanismus dem Abgas und den wechselnden thermischen Bedingungen im Abgasstrang ausgesetzt ist.

## Anwendung
Wegen der geringeren Abgastemperaturen im Dieselmotor wurden seit Anfang der 2000er Jahre VTG-Lader in Dieselmotoren breit eingesetzt, während sie beim Ottomotor erst Ende der 2010er Jahre in Großserie eingesetzt wurden.

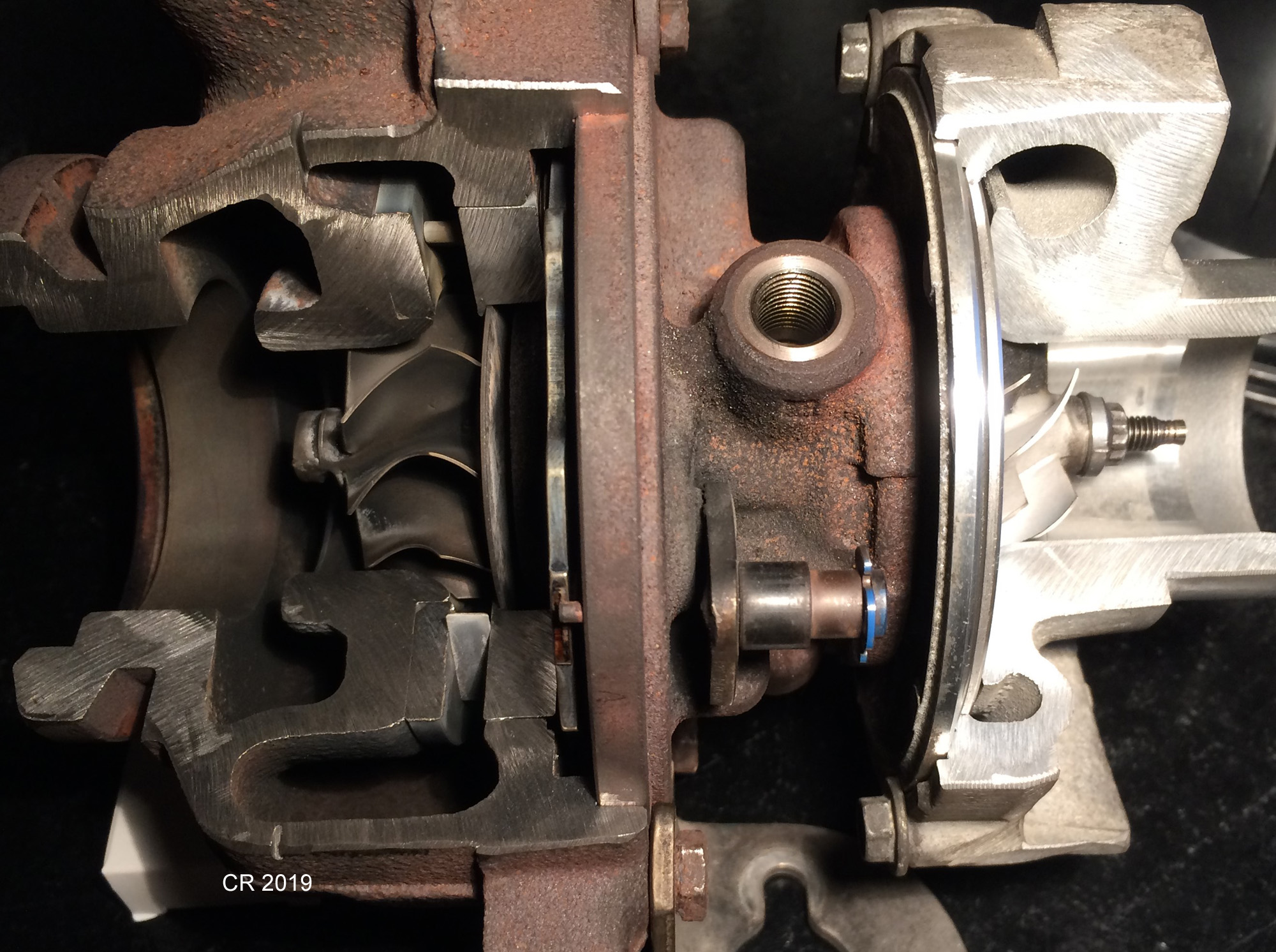
Turbolader eines PKW
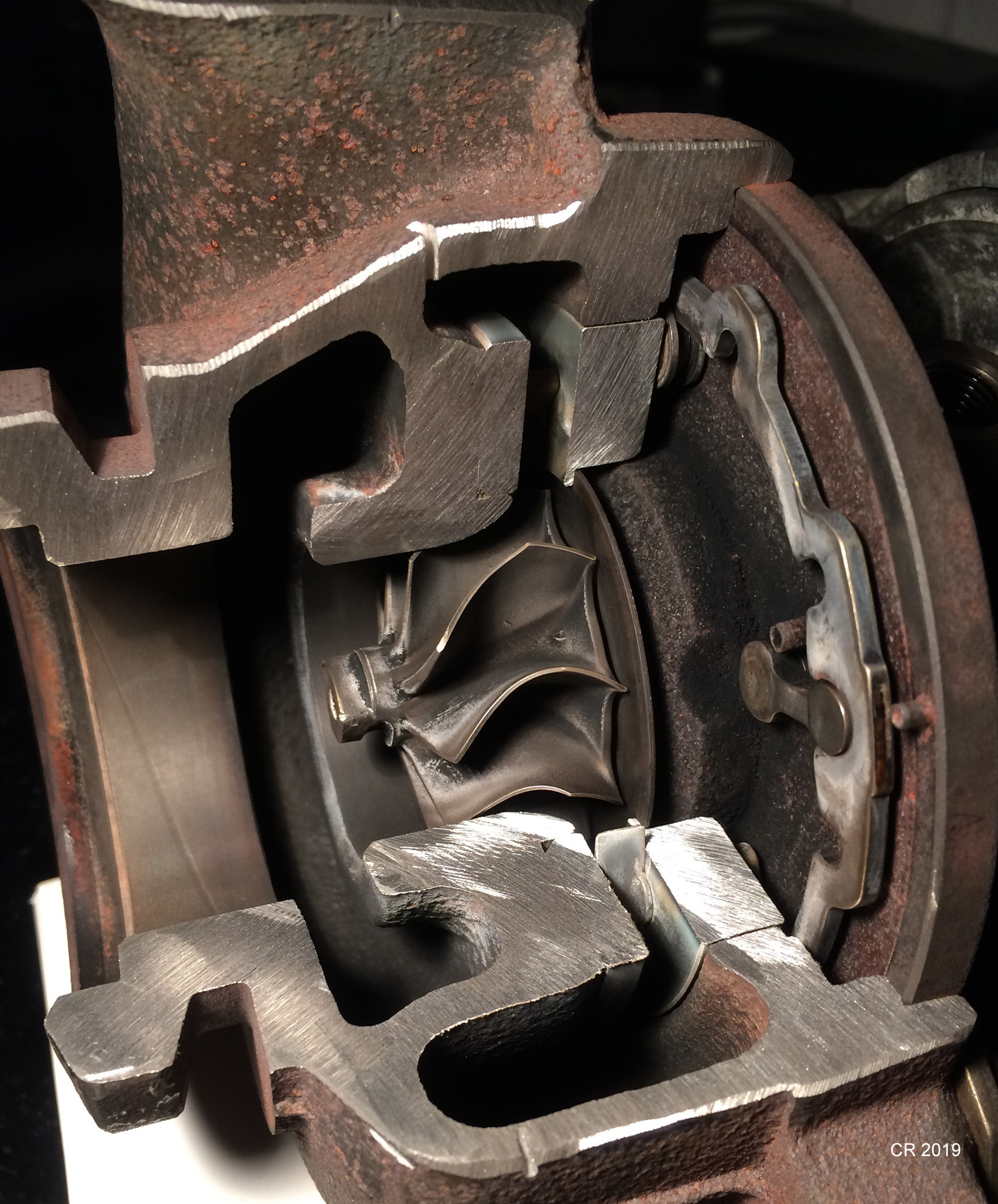
Abgasseite mit Leitschaufelverstellung
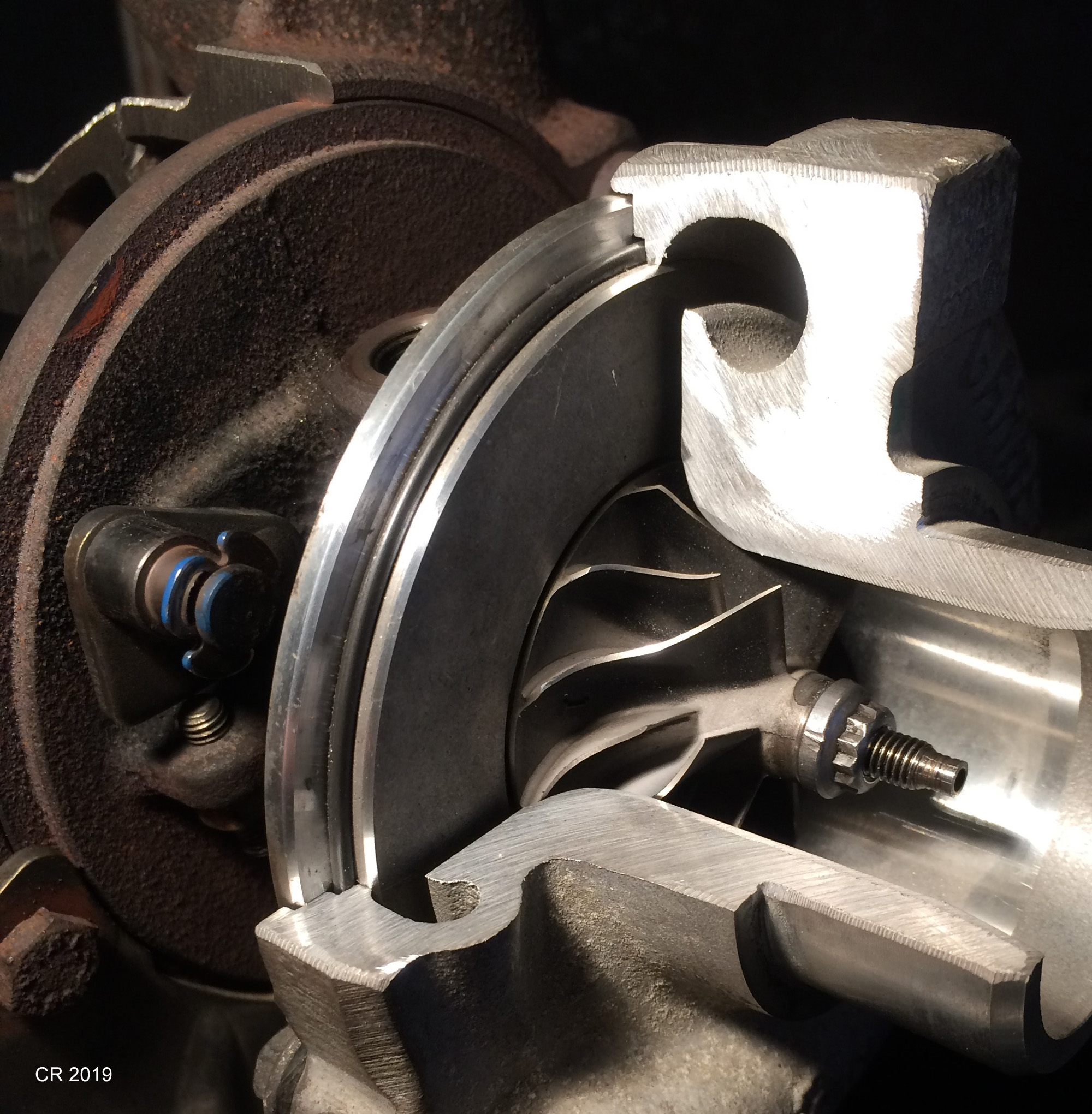
Ladeluftseite
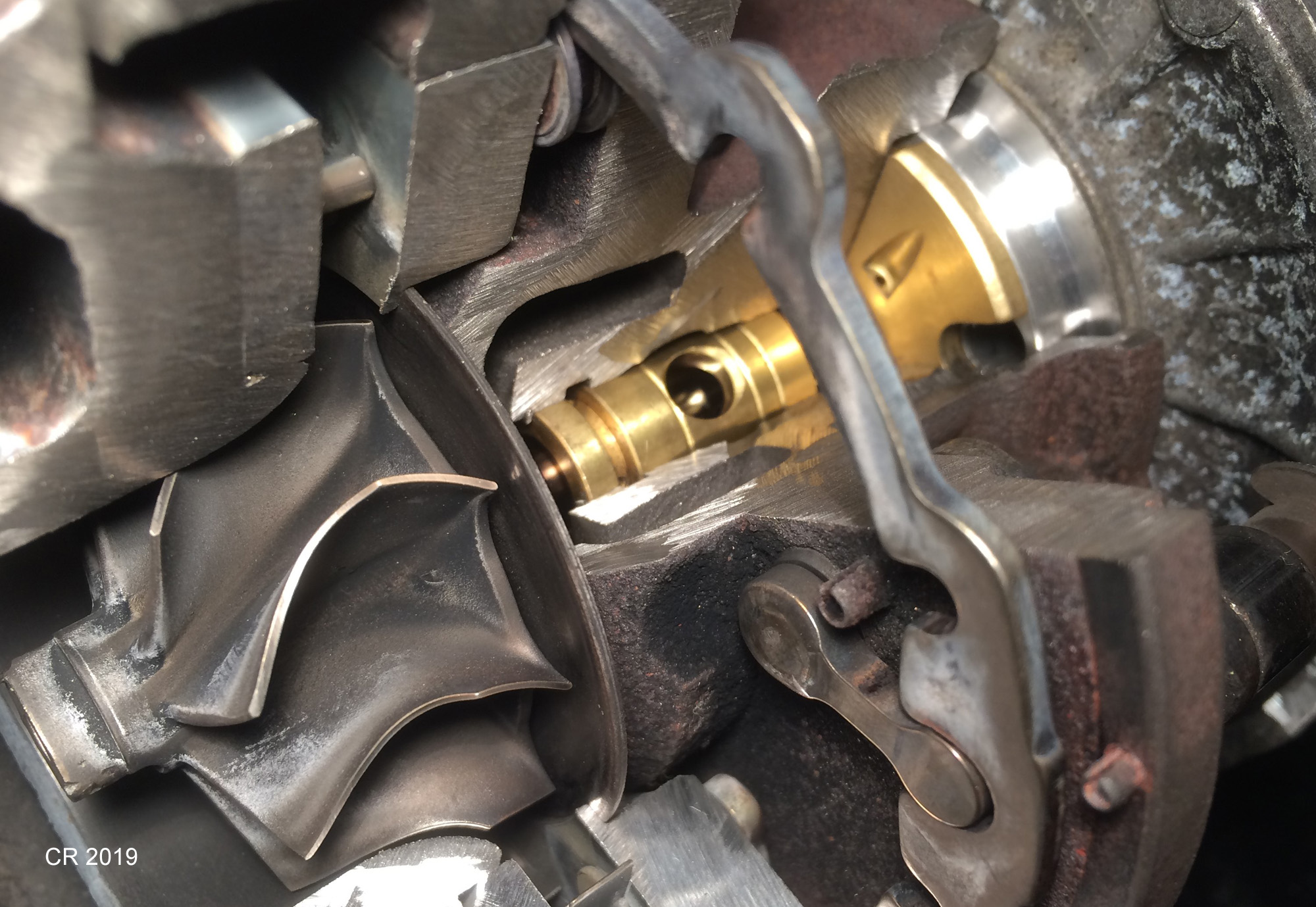
Lagerung der Turbowelle
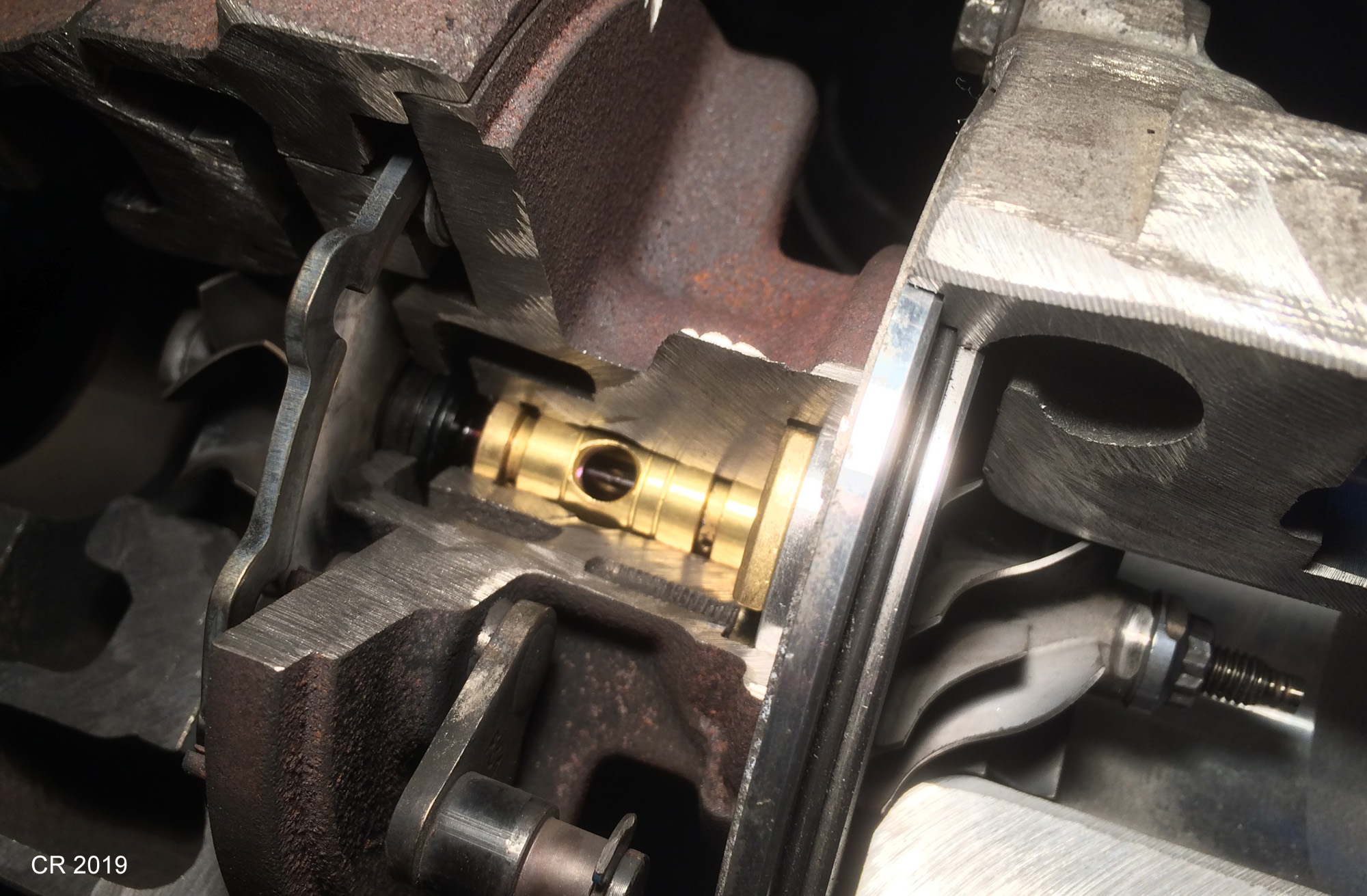
Lagerung der Turbowelle